# Alfrēds Čepānis
Alfrēds Čepānis (3 août 1943 – 26 avril 2024) est un homme politique letton et président de la Saeima de 1996 à 1998.

## Biographie
Čepānis est né dans une famille lituanienne et biélorusse, où l'on ne parle que le letton à la maison. En 1957, il est diplômé de l'école primaire de Kalsnava et poursuit ses études à l'école professionnelle de Jaungulbene et à Riga. Après avoir terminé l'école primaire, Čepānis travaille dans l'agriculture où il est assistant conducteur de tracteur, conducteur de tracteur et moissonneuse-batteuse. De 1968 à 1974, il travaille pour le Komsomol et en 1973, il obtient un diplôme partiel de l'École supérieure du Parti à Moscou.
En 1990, Čepānis est élu député du Conseil suprême. En 1993, il est élu à la 5e Saeima en tant que membre du Parti du centre démocratique de Lettonie, et deux ans plus tard, il est élu à la 6e Saeima en tant que membre du Parti démocratique « Saimnieks », devenant ainsi membre du Président de la Saeima. Le 26 septembre 1996, après la démission d'Ilga Kreituse de la faction, Čepānis devient le 7e président de la Saeima.
En 1999, il est élu au Conseil de Trasta Komercbanka et devient son vice-président en 2006. Il est élu au conseil municipal de Riga en 2006 pour le Parti démocratique letton, successeur de « Saimnieka ». Après la disparition du Parti démocratique letton en 2004, il est l'un des fondateurs du Nouveau Centre.
Čepānis est décédé le 26 avril 2024, à l'âge de 80 ans.